# Estadio de Ismailia
El Estadio de Ismailia (árabe: ملعب الاسماعيلية) es un Estadio multiusos ubicado en la ciudad de Ismailia, Egipto y tiene una capacidad total de 18 525, después de la remodelación en 2009. Es utilizado por Ismaily Sporting Club de la Liga Premier de Egipto. 
Fue uno de los seis estadios que se utilizaron en la Copa Africana de Naciones 2006, en la Copa Mundial de Fútbol Sub-20 de 2009 y en la Copa Africana de Naciones 2019.

## Eventos disputados

### Copa Africana de Naciones 2019
- El estadio albergó siete partidos de la Copa Africana de Naciones 2019.
| Fecha               | Selección #1 | Resultado      | Selección #2  | Ronda                 | Espectadores |
| ------------------- | ------------ | -------------- | ------------- | --------------------- | ------------ |
| 25 de junio de 2019 | Camerún      | 2–0            | Guinea-Bissau | Primera fase, Grupo F | 5,983        |
| 25 de junio de 2019 | Ghana        | 2–2            | Benín         | Primera fase, Grupo F | 8,094        |
| 29 de junio de 2019 | Camerún      | 0–0            | Ghana         | Primera fase, Grupo F | 16,724       |
| 29 de junio de 2019 | Benín        | 0–0            | Guinea-Bissau | Primera fase, Grupo F | 9,212        |
| 2 de julio de 2019  | Benín        | 0–0            | Camerún       | Primera fase, Grupo F | 14,120       |
| 2 de julio de 2019  | Angola       | 0–1            | Mali          | Primera fase, Grupo E | 8,135        |
| 8 de julio de 2019  | Ghana        | 2–2 (4–5 pen.) | Túnez         | Octavos de final      | 8,890        |